# Kimiad ar soudard yaouank
Pistes de Chemins de terre
Metig
Kimiad ar soudard yaouank (« L'adieu du jeune soldat ») est une chanson bretonne de Prosper Proux (XIXe siècle), également désignée par son premier vers Ma c'halon a zo frailhet. Le titre présente des variantes : Kimiadou - d'ar/eur/ur - zoudart/zoudard - iaouank/yaouanc/iaouankiz, ou Kimiad eur c'honscrit pour « conscrit ». Il est réduit à Kimiad pour la version d'Alan Stivell.

## Historique
Prosper Proux (né en 1812 à Poullaouen, mort en 1873 à Morlaix), publie un premier recueil de chansons en 1838. Le succès est énorme mais une certaine gauloiserie (gaillardise) choque le clergé. Proux est un moment percepteur à Guerlesquin et à Saint-Renan mais il doit démissionner. Il finit par trouver une place de représentant en vins grâce à Jean Pierre Marie Le Scour. Il fréquente les bardes du moment, en particulier Luzel. Sa réputation un peu sulfureuse lui vaut des relations plutôt distantes de la part de La Villemarqué. Prosper Proux fut un compositeur atypique pour l'époque et plusieurs études biographiques ont été réalisées à son sujet.
Il édite la chanson dans un livret de chansons paru en 1838. Il lui a parfois été reproché de s'être contenté de remettre en forme un texte existant. Entre 1862 et 1876, J. Haslé le publie sous feuilles volantes à Morlaix.

## Contenu
Seize couplets de quatre vers, écrits sur le mode hypophrygien, sont chantés sur l'air de Al Labourer. Le thème, fréquent dans les chansons populaires, évoque un jeune conscrit ou mobilisé qui fait ses adieux à ses proches ainsi qu'à tout ce qui a compté pour lui. Mais il est ici traité avec une poésie et une tristesse qui démarque des compositions habituelles au ton plutôt « va-t-en-guerre ». Prosper Proux composa une chanson sur le retour du soldat qui n'eut pas le même succès.
La musique est une Dañs Treger (dañs tro plaen, suite de danses du Trégor) qui est, pour la première partie, similaire à Ton Choukrik.

### Variante
Une autre chanson dans le même thème rencontre un succès populaire, Kimiad daou soudard yaouank (« L'adieu de deux jeunes conscrits »). Elle présente le départ de deux jeunes gens pour l'armée bien que le père de l'un d'eux ait fait une offrande à Notre-Dame de Bulat pour qu'il reste à la maison. En chemin, ils entendent les cloches de Tréguier et décident d'y aller pour entendre la messe une dernière fois, car à l'endroit où ils vont il n'y a pas de prêtres pour « chanter vêpres ou grand' messe ». H. Guillerm accompagne sa transcription en 1905 d'un commentaire afin de situer le contexte dans lequel il l'a collecté : « La personne qui chanta cette chanson ne sait ni lire ni écrire. De plus, elle ne comprend pas un mot de français. Ceci est cause de l'originalité du langage employé dans cette poésie populaire. Nous affirmons que cette manière de faire est celle du parler populaire de Trégunc et des environs : breton très original et qui semble une véritable transition entre le breton de Cornouailles et celui de Vannes. Il y aurait beaucoup à dire au sujet du langage parlé de Trégunc et environs. Ceci sortirait du cadre que nous nous sommes tracé et serait véritablement trop long. Les amateurs n'ont qu'à se transporter sur les lieux et trouveront amplement matière à satisfaire leur curiosité de linguistes. »

## Interprétations
H. Guillerm recueille le texte Kimiad daou soudard yaouank auprès de Perrine Ollivier à Trégunc et le publie à Rennes chez Francis Simon en 1905.
Quelques interprètes de kan ha diskan ont enregistré la chanson : Frères Morvan, Sœurs Goadeg, Greunel/Bolloré...
Alan Stivell l'interprète dans sa version modernisée sur l'album Chemins de terre en 1973 et sur l'album Again en 1993 avec la chanteuse anglaise Kate Bush. L'enregistrement de la seconde version date de 1989 avant le décès du guitariste de Kate Bush, Alan Murphy, qui y joue.
En 1999, Yann-Fañch Kemener et Didier Squiban sortent leur album Kimiad (Départ).
En 2006, elle est jouée par le groupe moscovite Mervent sur leur cinquième album.